# DeWitt Clinton (locomotiva)
A DeWitt Clinton da Mohawk & Hudson Railroad (M&H) foi a primeira locomotiva a vapor a operar no Estado de Nova Iorque e a quarta  construída para serviços nos Estados Unidos.
A locomotiva iniciou suas operações em 1831, e foi homenageada como o nome de DeWitt Clinton o governador do estado de Nova Iorque que foi responsável pela realização da obra do  Canal de Erie, que faleceu em 1828. Partes do motor a vapor da locomotiva foram fundidos na empresa West Point Foundry em Cold Spring, a DeWitt Clinton realizou a sua primeira viagem de Albany para Schenectady um percurso de 25,7 km (16,0 mi). Os vagões puxados pela locomotiva eram semelhantes às antigas diligências.
A locomotiva foi desmanchada em 1833, a ferrovia M&H tornou-se parte do sistema da New York Central Railroad (NYC) em 1853. A nova ferrovia construiu uma réplica em escala operacional da DeWitt Clinton com três vagões para a exposição de Columbian de 1893, esta reprodução da locomotiva serviu como material de promoção da ferrovia em várias outras locações até ser adquirida por Henry Ford em 1934 com a condição de que teria que realizar viagens periódicas em feiras e exposições em nome da NYCR. Ela está em exposição hoje no Museu Henry Ford em Dearborn Michigan.